# Neodiplothele aureus
Espèce
Neodiplothele aureus est une espèce d'araignées mygalomorphes de la famille des Barychelidae.

## Distribution
Cette espèce est endémique du Brésil. Elle se rencontre au Rio Grande do Norte, au Ceará, au Paraíba et au Minas Gerais.

## Description
Le mâle holotype mesure 12,3 mm et la femelle paratype 16,75 mm.

## Publication originale
- Gonzalez-Filho, Lucas & Brescovit, 2015 : A revision of Neodiplothele (Araneae: Mygalomorphae: Barychelidae). Zoologia (Curitiba), vol. 32, no 3, p. 225-240 (texte intégral).